# Don't Stop (Color on the Walls)
"Don't Stop (Color on the Walls)" là một ca khúc của ban nhạc indie pop người Mỹ Foster the People trích từ album phòng thu đầu tay, Torches (2011). Sáng tác bởi trưởng nhóm Mark Foster, ca khúc được chọn làm đĩa đơn thứ tư của album và được phát hành vào 10 tháng 1 năm 2012. "Don't Stop (Color on the Walls)" còn được sử dụng làm nhạc nền cho quảng cáo xe ô tô Nissan Tiida. Ca khúc nói về những điều sẽ xảy ra đếu một đứa trẻ bốn tuổi có thể làm bá chủ thế giới.

## Video ca nhạc
Video ca nhạc cho "Don't Stop (Color on the Walls)" được đạo diễn bởi Daniels với định dạng 3D và được phát hành vào 8 tháng 12 năm 2011. Trong video còn có sự góp mặt của nữ diễn viên Mỹ, Gabourey Sidibe.

## Xếp hạng
| Bảng xếp hạng (2011–12)             | Vị trí cao nhất |
| ----------------------------------- | --------------- |
| Bỉ (Ultratip Wallonia)              | 28              |
| Canada (Canadian Hot 100)           | 56              |
| Canada (Active Rock)                | 37              |
| Canada (Alternative Rock)           | 3               |
| Croatia (Airplay Radio Chart)       | 68              |
| Slovakia (Rádio Top 100)            | 47              |
| Mỹ Billboard Hot 100                | 86              |
| Mỹ Pop Songs (Billboard)            | 34              |
| Mỹ Alternative Songs (Billboard)    | 5               |
| Mỹ Rock Songs (Billboard)           | 8               |
| Mỹ Adult Pop Songs (Billboard)      | 17              |
| Mỹ Hot Dance Club Songs (Billboard) | 10              |

## Lịch sử phát hành
| Quốc gia      | Ngày                | Định dạng                  |
| ------------- | ------------------- | -------------------------- |
| United States | 10 tháng 1 năm 2012 | Đài phát thanh Alternative |
| Anh           | 23 tháng 4 năm 2012 | Tải kĩ thuật số            |

## Liên kết khác
- "Don't Stop (Color on the Walls)" Video ca nhạc chính thức trên YouTube